# Pierre Marie Barthélemy Ferino

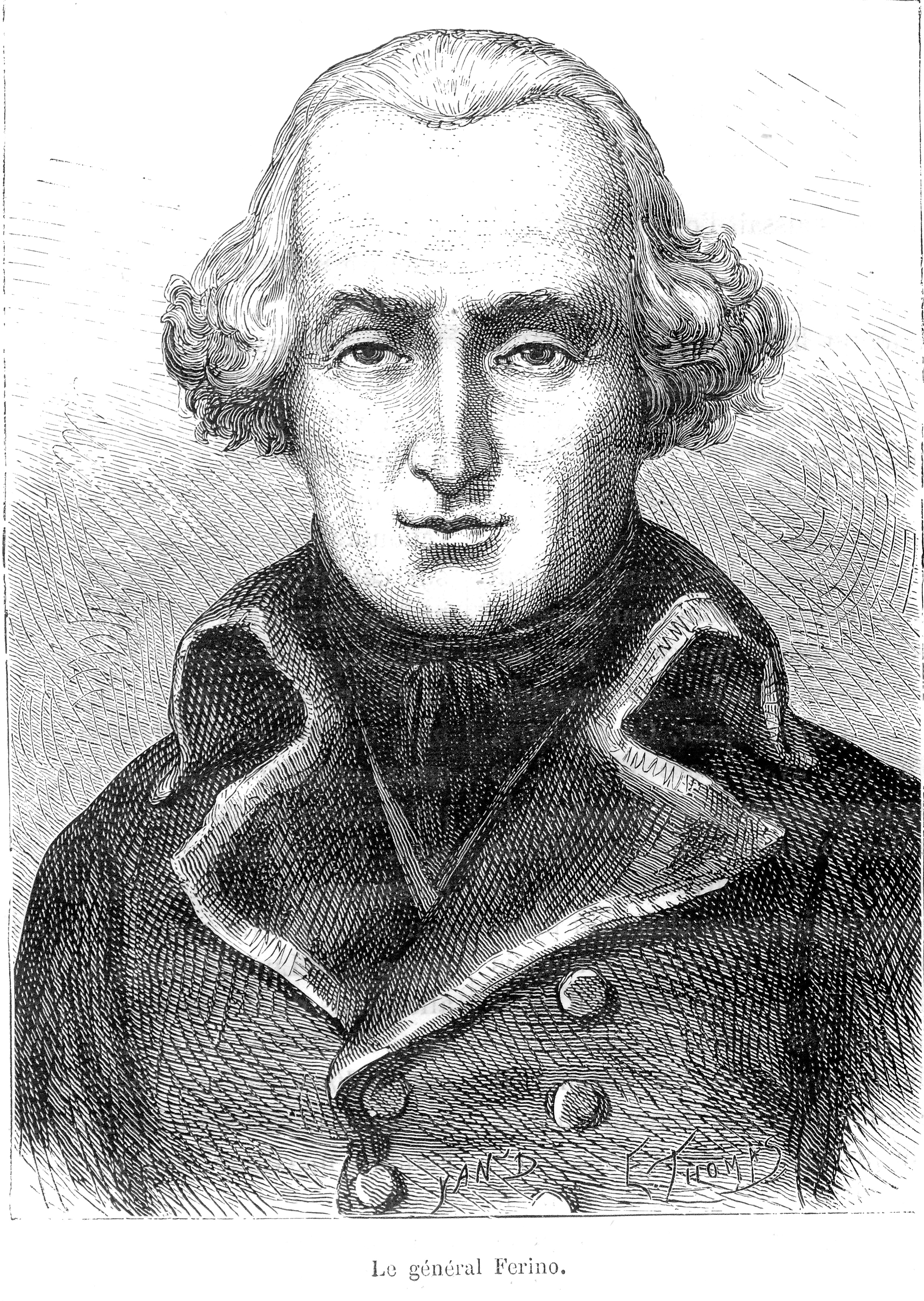
Pierre Marie Barthélémy Ferino

Pierre Marie Barthélemy Graf Ferino (* 23. August 1747 in Craveggia; † 28. Juni 1816 in Paris) war ein französischer General.

## Leben
Ferino wurde im heute italienischen Piemont geboren, das damals zum Königreich Sardinien gehörte. Sein Vater diente im Siebenjährigen Krieg als Unteroffizier in der österreichischen kaiserlichen Armee und Ferino selbst begann 1768 seine militärische Laufbahn in dieser Armee, wo er aber nur den Rang eines Capitaine erreichte und sich ungerecht behandelt fühlte. 1789 ging er nach Frankreich und wurde im August 1792 Lieutenant colonel der französischen Revolutionsarmee. Die Karrierechancen in der jungen französischen Revolutionsarmee waren weitaus besser einzuschätzen, da es dort nach der Emigration tausender adliger Offiziere an erfahrenen Berufsoffizieren mangelte. 
Er diente in der Rheinarmee unter General Custine, bei dem er noch 1792 zum Général de brigade befördert wurde. Im August 1793 wurde er zum Général de division befördert und diente im Feldzug 1796 unter General Jean-Victor Moreau. Er überschritt am 24. Juni 1796 mit seiner Division den Rhein bei Kehl und öffnete mit seinem Sieg über die Truppen des schwäbischen Reichskreises Moreau den Zutritt zum Reich.
Am 24. Oktober 1796 in der Schlacht bei Schliengen befehligte Ferino den rechten Flügel der französischen Armee bei Sitzenkirch und verhinderte den Durchbruch der österreichischen Truppen unter General von Nauendorf, die Moreau damit den Rückzug über die Brücke bei der Festung Hüningen abgeschnitten hätten.
1797 widersetzte sich Ferino dem Befehl, seine Truppen auf Paris marschieren zu lassen, da er nicht in die Konflikte zwischen den Mitgliedern des Direktoriums hineingezogen werden wollte.
Im Oktober 1798 erhielt er kurzfristig das Kommando über die Armée de Mayence. Im französischen Feldzug von 1799 kommandierte Ferino den rechten Flügel der Donauarmee unter General Jean-Baptiste Jourdan. Seine Division hatte eine Stärke von ca. 8 000 Mann und überquerte am 1. März 1799 den Rhein bei Basel. Sie zog sodann über die Waldstädte nach Blumberg.
Nach der Schlacht bei Ostrach am 21. März 1799 deckte Ferinos Division den Rückzug auf Stockach. In der Schlacht bei Stockach am 25. März 1799 standen seine Truppen im Raum Singen, von wo aus sie über Steißlingen auf Orsingen-Nenzingen vorstießen und sich mit der Division Souham vereinigten. Ferino übernahm den Oberbefehl über beide Divisionen. Vorübergehend wurde Wahlwies eingenommen. Die Entscheidung fiel jedoch auf dem linken Flügel der französischen Armee, wo nach wechselvollem Verlauf die österreichische Übermacht siegte.
1804 wurde Ferino von Napoleon zum Großoffizier der Ehrenlegion ernannt und 1805 zum Senator. 1807 wurde er dann Gouverneur von Antwerpen und 1808 erfolgte die Ernennung zum Grafen. 1813 wurde er mit der Organisation der Nationalgarde in den Niederlanden beauftragt. Gleichwohl stimmte Ferino 1814 für die Absetzung Napoleons und König Ludwig XVIII. machte ihn zum Ritter des Ordre royal et militaire de Saint-Louis.
Sein Name steht auf der Ostseite des Pariser Triumphbogens in der 14. Kolonne.